# Хомерики, Леван
Леван Хомерики (груз. ლევან ხომერიკი; род. 20 января 1974, Батуми) — грузинский футболист и футбольный тренер.

## Биография
Профессиональную карьеру начал в 1991 году в составе «Динамо» (Батуми), за который в своём дебютном сезоне провёл 6 матчей. В 1995 году перешёл в тбилисское «Динамо». В его составе трижды стал чемпионом Грузии, а в сезоне 1997/98 стал лучшим бомбардиром чемпионата, забив 23 гола. В сезоне 1998/99 Хомерики отправился за границу, где сыграл несколько матчей за израильский «Хапоэль» (Хайфа) и бельгийский «Расинг» (Мехелен), но вскоре вернулся в «Динамо» (Батуми). В 2000 году игрок подписал контракт со швейцарским клубом «Арау» и за два сезона провёл 39 матчей и забил 11 голов в чемпионате Швейцарии. В сезоне 2002/03 играл за клуб Челлендж-лиги «Волен». Позже вернулся в Грузию, где выступал за тбилисский «Локомотив» и батумское «Динамо».
Со 140 голами занимает второе место в списке бомбардиров чемпионата Грузии за всю историю (по состоянию на 2019 год).
После окончания игровой карьеры работал тренером. Дважды занимал пост главного тренера «Динамо» Батуми.

## Достижения

### Командные
«Динамо» Тбилиси
- Чемпион Грузии (3): 1995/96, 1996/97, 1997/98

### Личные
- Лучший бомбардир чемпионата Грузии: 1997/98 (23 гола)